# Llista de topònims de Clarà i Villerac
Llista de topònims (noms propis de lloc) de Clarà i Villerac (Conflent).
Informació actualitzada per un bot. Els canvis manuals es perdran quan s'actualitzi!

## dolmen
| imatge | Nom                     | Ubicat a                   | instància de | Detalls | coordenades                                                                | Protecció | Commons (més fotos) | Dades a WD                    |
| ------ | ----------------------- | -------------------------- | ------------ | ------- | -------------------------------------------------------------------------- | --------- | ------------------- | ----------------------------- |
|        | Dolmen del Coll de Creu | Clarà i Villerac           | dolmen       |         | 42° 35′ 53″ N, 2° 26′ 25″ E / 42.598166666667°N,2.4401666666667°E 535 msnm |           |                     | Modifica les dades a Wikidata |
|        | la Lloseta              | Clarà i Villerac els Masos | dolmen       |         | 42° 36′ 11″ N, 2° 27′ 16″ E / 42.603166666667°N,2.4543611111111°E 497 msnm |           |                     | Modifica les dades a Wikidata |

## església
| imatge | Nom                        | Ubicat a         | instància de          | Detalls                                                                       | coordenades                                                                                 | Protecció | Commons (més fotos)                 | Dades a WD                    |
| ------ | -------------------------- | ---------------- | --------------------- | ----------------------------------------------------------------------------- | ------------------------------------------------------------------------------------------- | --------- | ----------------------------------- | ----------------------------- |
|        | Sant Esteve de Pomers      | Clarà i Villerac | església Ús: església | Estil: art preromànic Dedicat a: Esteve màrtir                                | 42° 34′ 54″ N, 2° 27′ 16″ E / 42.5817°N,2.45458°E Castell de Sant Esteve de Pomers 816 msnm |           | Église Saint-Étienne de Pomers      | Modifica les dades a Wikidata |
|        | Sant Martí de Clarà        | Clarà i Villerac | església              | Dedicat a: Sant Martí de Tours                                                | 42° 35′ 05″ N, 2° 26′ 34″ E / 42.584836°N,2.442865°E 532.1 msnm                             |           | Église Saint-Martin de Clara        | Modifica les dades a Wikidata |
|        | Sant Silvestre de Villerac | Clarà i Villerac | església Ús: església | Estil: arquitectura romànica Anomenat per: Silvestre I Dedicat a: Silvestre I | 42° 35′ 40″ N, 2° 27′ 16″ E / 42.594416666667°N,2.4543055555556°E 476.7 msnm                |           | Église Saint-Sylvestre de Villerach | Modifica les dades a Wikidata |

## muntanya
| imatge | Nom               | Ubicat a                | instància de | Detalls | coordenades                                                      | Protecció | Commons (més fotos) | Dades a WD                    |
| ------ | ----------------- | ----------------------- | ------------ | ------- | ---------------------------------------------------------------- | --------- | ------------------- | ----------------------------- |
|        | Puig d'en Toseire | Clarà i Villerac Estoer | muntanya     |         | 42° 35′ 13″ N, 2° 27′ 45″ E / 42.587022°N,2.462567°E 703.8 msnm  |           |                     | Modifica les dades a Wikidata |
|        | Roc de la Collada | Clarà i Villerac Estoer | muntanya     |         | 42° 34′ 37″ N, 2° 27′ 40″ E / 42.576806°N,2.460994°E 1074.2 msnm |           |                     | Modifica les dades a Wikidata |

## poble
| imatge | Nom      | Ubicat a                            | instància de | Detalls | coordenades                                                                           | Protecció | Commons (més fotos) | Dades a WD                    |
| ------ | -------- | ----------------------------------- | ------------ | ------- | ------------------------------------------------------------------------------------- | --------- | ------------------- | ----------------------------- |
|        | Clarà    | districte de Prada Clarà i Villerac | poble        |         | 42° 35′ 05″ N, 2° 26′ 34″ E / 42.584838888889°N,2.4428555555556°E Conflent 532.5 msnm |           |                     | Modifica les dades a Wikidata |
|        | Villerac | Clarà i Villerac                    | poble        |         | 42° 35′ 40″ N, 2° 27′ 13″ E / 42.59439°N,2.45356°E                                    |           |                     | Modifica les dades a Wikidata |

## port de muntanya
| imatge | Nom                 | Ubicat a                  | instància de     | Detalls | coordenades                                                     | Protecció | Commons (més fotos) | Dades a WD                    |
| ------ | ------------------- | ------------------------- | ---------------- | ------- | --------------------------------------------------------------- | --------- | ------------------- | ----------------------------- |
|        | Coll de Clarà       | Clarà i Villerac Taurinyà | port de muntanya |         | 42° 34′ 32″ N, 2° 26′ 10″ E / 42.575519°N,2.436242°E 653.2 msnm |           |                     | Modifica les dades a Wikidata |
|        | Coll de Creu        | Clarà i Villerac Prada    | port de muntanya |         | 42° 35′ 47″ N, 2° 26′ 23″ E / 42.596504°N,2.439599°E 545.6 msnm |           |                     | Modifica les dades a Wikidata |
|        | Coll de Jual        | Clarà i Villerac Taurinyà | port de muntanya |         | 42° 34′ 31″ N, 2° 26′ 13″ E / 42.575161°N,2.436919°E 696.5 msnm |           |                     | Modifica les dades a Wikidata |
|        | Coll de Sant Joan   | Clarà i Villerac Estoer   | port de muntanya |         | 42° 35′ 44″ N, 2° 27′ 44″ E / 42.595419°N,2.462175°E 615.9 msnm |           |                     | Modifica les dades a Wikidata |
|        | Coll de Villerac    | Clarà i Villerac          | port de muntanya |         | 42° 35′ 26″ N, 2° 26′ 54″ E / 42.590542°N,2.448325°E 552.1 msnm |           |                     | Modifica les dades a Wikidata |
|        | Coll de la Creu     | Clarà i Villerac          | port de muntanya |         | 42° 34′ 53″ N, 2° 27′ 14″ E / 42.581292°N,2.453861°E 689.5 msnm |           |                     | Modifica les dades a Wikidata |
|        | Coll de la Martra   | Clarà i Villerac Estoer   | port de muntanya |         | 42° 35′ 51″ N, 2° 27′ 41″ E / 42.597492°N,2.461456°E 538 msnm   |           |                     | Modifica les dades a Wikidata |
|        | Coll del Forn       | Clarà i Villerac Estoer   | port de muntanya |         | 42° 35′ 07″ N, 2° 27′ 46″ E / 42.585317°N,2.462911°E 698.4 msnm |           |                     | Modifica les dades a Wikidata |
|        | Collada d'en Manuel | Clarà i Villerac          | port de muntanya |         | 42° 35′ 35″ N, 2° 26′ 49″ E / 42.59315°N,2.446814°E 576.5 msnm  |           |                     | Modifica les dades a Wikidata |
|        | La Collada          | Clarà i Villerac Estoer   | port de muntanya |         | 42° 34′ 51″ N, 2° 27′ 49″ E / 42.580856°N,2.463511°E 872 msnm   |           |                     | Modifica les dades a Wikidata |

## Misc
| imatge | Nom                                 | Ubicat a                                               | instància de                          | Detalls | coordenades                                                                                  | Protecció | Commons (més fotos)          | Dades a WD                    |
| ------ | ----------------------------------- | ------------------------------------------------------ | ------------------------------------- | ------- | -------------------------------------------------------------------------------------------- | --------- | ---------------------------- | ----------------------------- |
|        | Castell de Sant Esteve de Pomers    | Clarà i Villerac                                       | castell                               |         | 823.2 msnm                                                                                   |           |                              | Modifica les dades a Wikidata |
|        | Villerach                           | Clarà i Villerac Pirineus Orientals districte de Prada | municipi francès                      |         | 42° 35′ 39″ N, 2° 27′ 11″ E / 42.59422°N,2.452974°E 476.9 msnm                               |           | Villerach                    | Modifica les dades a Wikidata |
|        | casa de la vila de Clarà i Villerac | Clarà i Villerac                                       | instal·lació Ús: seu del govern local |         | 42° 35′ 05″ N, 2° 26′ 35″ E / 42.5847824783761°N,2.44315026869024°E fr:66500 CLARA-VILLERACH |           | Town hall of Clara-Villerach | Modifica les dades a Wikidata |
|        | cementiri de Clarà                  | Clarà i Villerac                                       | cementiri                             |         | 42° 35′ 14″ N, 2° 26′ 33″ E / 42.5871°N,2.4426°E                                             |           |                              | Modifica les dades a Wikidata |